# Rete tranviaria di Catania
La rete tranviaria di Catania era costituita da linee urbane a scartamento metrico con trazione elettrica a corrente continua. Fu soppressa nel 1951 e sostituita da una rete filoviaria sullo stesso percorso.

## Storia

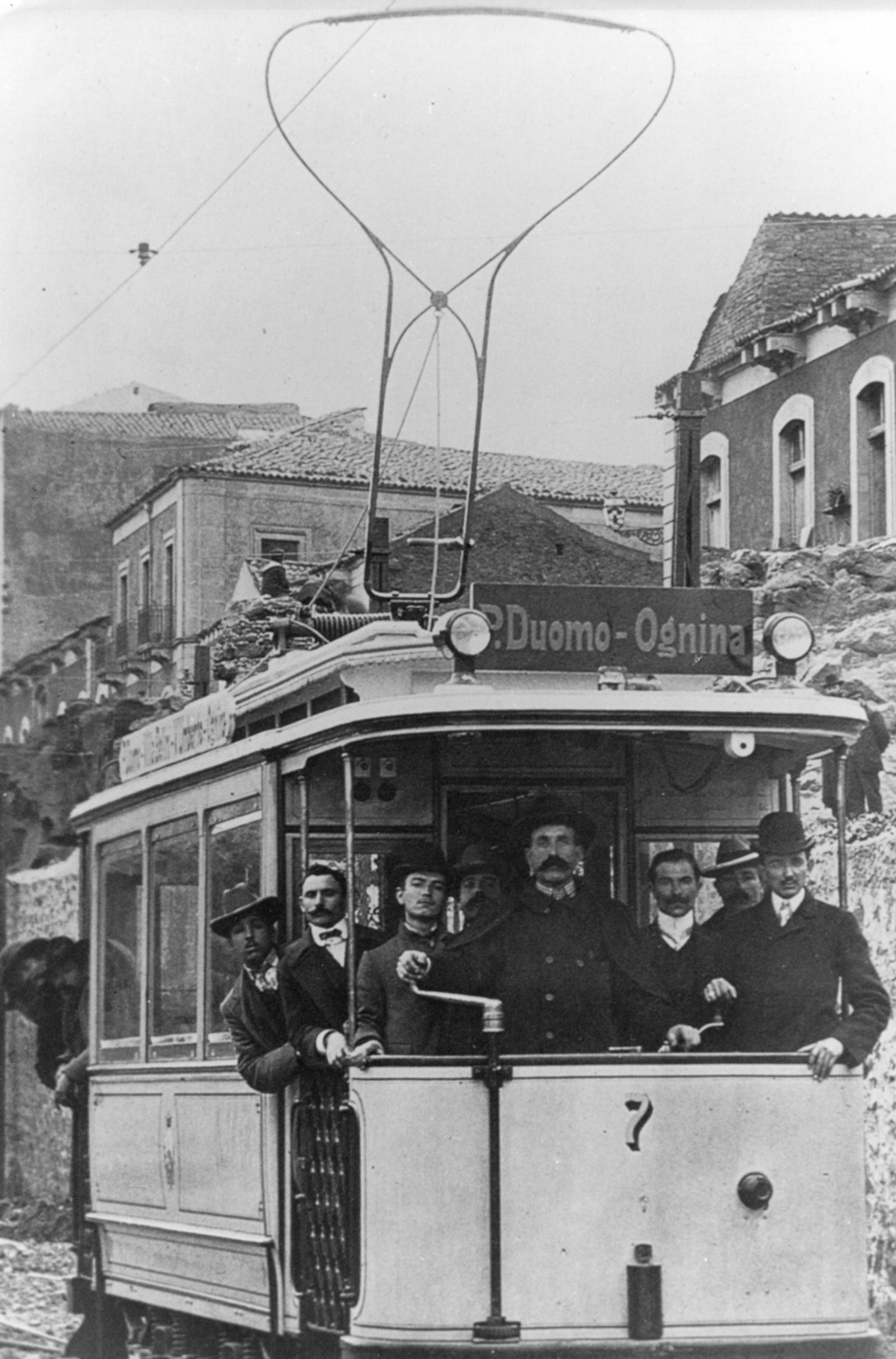
Tram della linea 3 al deposito di via Domenico Tempio (i palazzi che si vedono sono in via Stella Polare) nei primissimi anni di apertura della linea

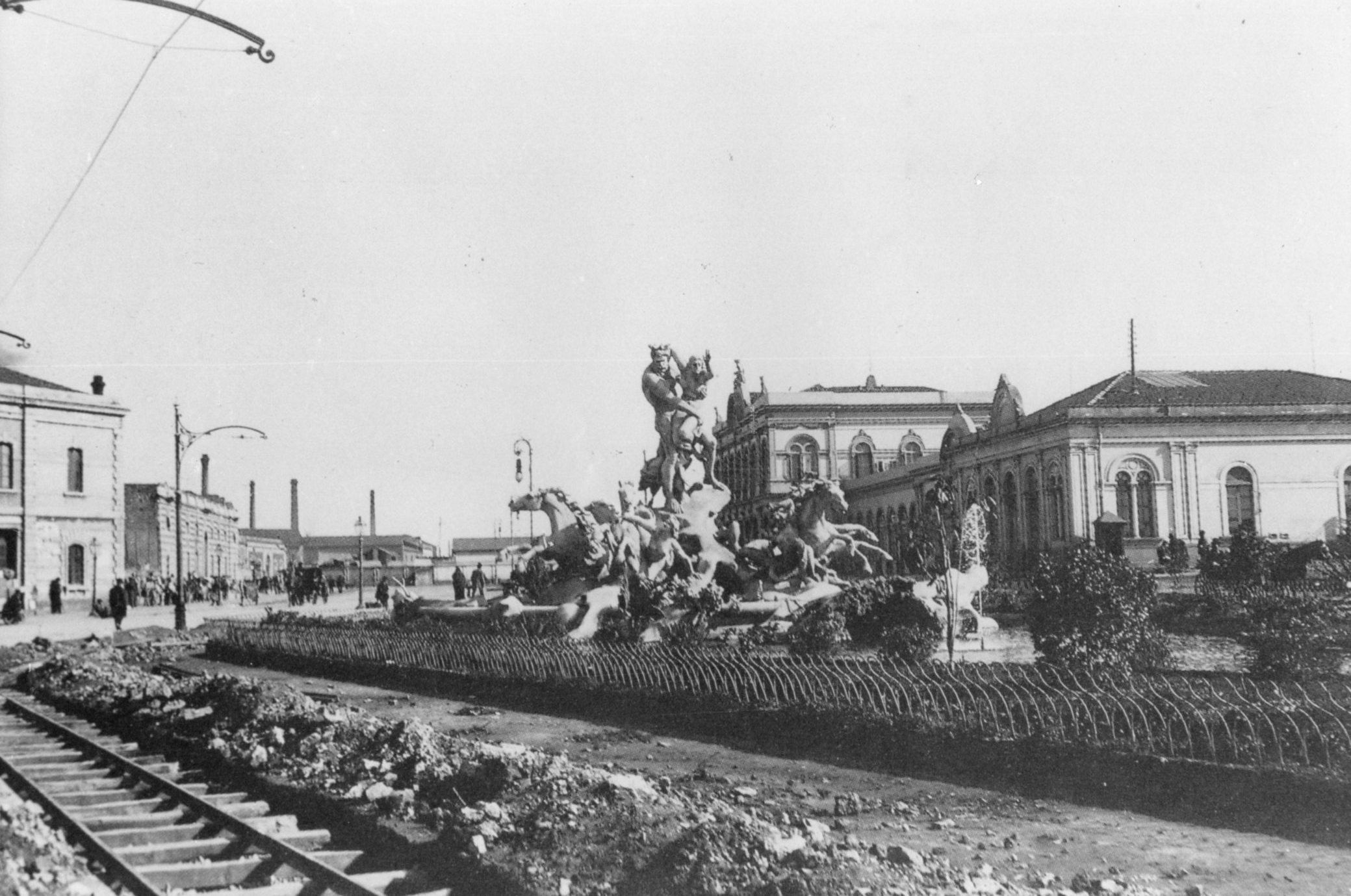
Binari del tram in corso di revisione, in via 6 aprile a Catania

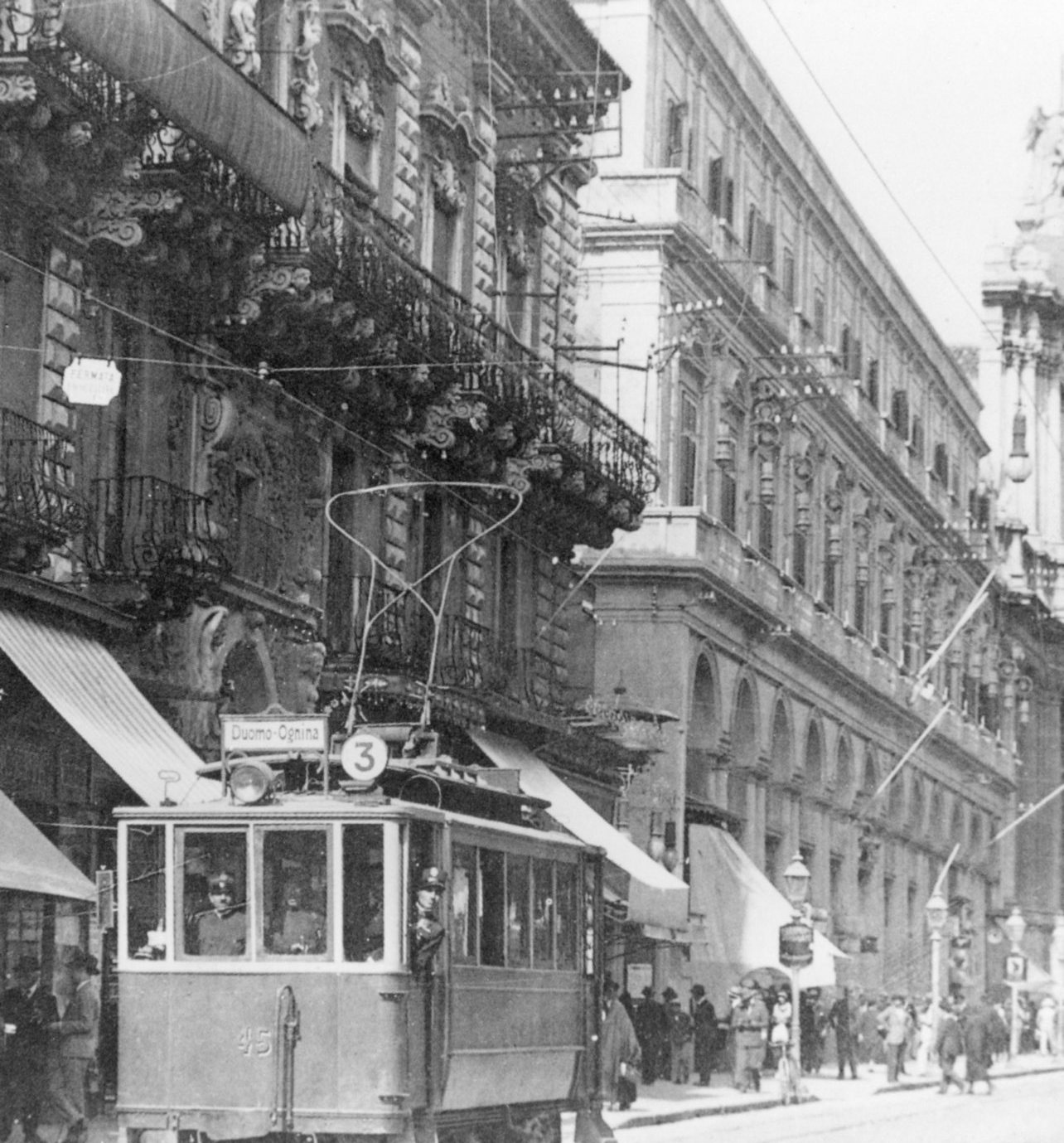
Tram in via Etnea durante il periodo bellico (1915-1918)

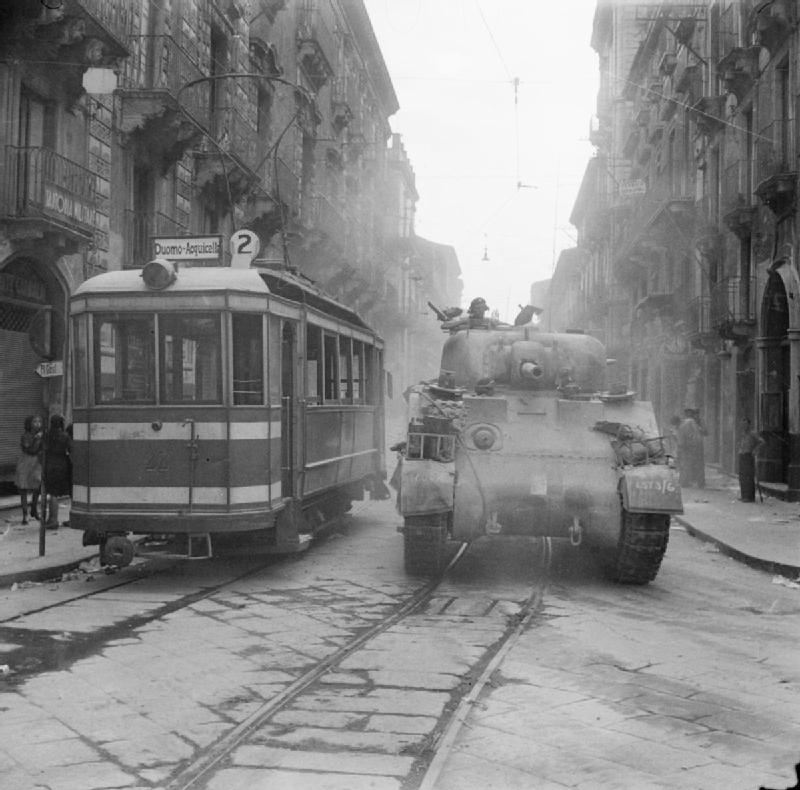
Un tram della linea 2, fermo in Via Garibaldi (5 luglio 1943)

Fin quasi alla fine del XIX secolo, a Catania, il trasporto pubblico cittadino "di massa" era affidato agli omnibus a cavalli. Nel 1892 l'amministrazione comunale, guidata da Giuseppe Carnazza Puglisi, stipulava un contratto con la Società anonima Tramways di Catania (costituita allo scopo dall'ing. Gatto di Messina e dal sig. Battaglia della Società del Gas) per la costruzione di una rete tranviaria a vapore con capolinea a Cibali e Guardia Ognina, da estendere in seguito a Piazza Cavour. Prima ancora che iniziassero i lavori il tutto finiva in causa per non precisate violazioni di concessione.
Qualche anno dopo, abbandonata l'idea della tranvia a vapore, rivelatasi in altre installazioni sul territorio nazionale onerosa e poco flessibile, si affacciava l'idea di costruire una rete di tranvie elettriche. In gara si misero i fratelli Prinzi, grossi industriali cittadini (Molini Prinzi e raffinerie e commercializzazione dello zolfo), la Banca Durand di Lione, che era tuttavia un prestanome di Gatto e Battaglia e la Società anonima di elettricità Felix Singer e C. di Berlino, che si impegnava, in cambio dell'ottenimento della concessione, a versare un contributo di Lire 500.000 per il prolungamento del Viale Regina Margherita.
La giunta Leonardi (in carica nel 1898-1899) votò a favore della Banca Durand, ma scoppiarono subito forti polemiche, date le condizioni chiaramente meno favorevoli accettate. La Singer si associava intanto con la Società elettrica Helios di Colonia, aumentando le garanzie prestate e proponendo, in più, l'ampliamento del progetto di rete tranviaria con il prolungamento extraurbano a Gravina, Mascalucia, San Giovanni la Punta e Viagrande. Il compromesso fu stipulato con atti del 25 giugno 1898 e del 28 gennaio 1899. A seguito di ciò, la Società anonima di elettricità Felix Singer e C. di Berlino chiedeva al prefetto di Catania "l'autorizzazione a costruire ed esercitare in Catania un'officina per la produzione dell'energia elettrica a scopo di illuminazione e forza motrice" a seguito degli atti della concessione, già approvati dalla Giunta provinciale, secondo i piani, i disegni e i progetti approvati dal Consiglio comunale il 20 ottobre 1899. Con questi il comune di Catania aveva concesso alla Società anonima di elettricità Felix Singer e C. di Berlino "l'autorizzazione ad installare l'officina di produzione di energia elettrica a scopo di illuminazione e di forza motrice per i trams".
Il 12 dicembre 1900 veniva finalmente posta la prima pietra per la costruzione dell'officina dei tram elettrici in via Gazometro in un terreno, di oltre 7.000 metri quadrati, che la Società elettrica Helios di Colonia, che nel frattempo aveva assorbito la Singer, aveva acquistato in qualità di "Commissionata della società Felix Singer e Co.", il 6 agosto del 1900. Il terreno che copriva l'area, detta di Villascabrosa, era nelle adiacenze sud del porto di Catania e confinante con la costiera via Domenico Tempio.
Le elezioni dell'8 giugno 1902, dando la vittoria ai socialisti, portarono alla ridefinizione della questione tranviaria. Il consiglio comunale stabilì il tracciato definitivo, del tutto urbano, con partenze dalla centralissima Piazza Duomo, con la linea 1 per Picanello, la linea 2 per Cibali e la linea 3 per Guardia Ognina.
Alla fine del 1904 la Singer-Helios, colpita dalla crisi del settore elettrotecnico tedesco, si trovò costretta a cedere i diritti di concessione alla Société Anonyme Tramways et Eclairage Electriques che si era costituita a Bruxelles, il 19 novembre 1904, con atto stipulato davanti al notaio Edouard Van Halteren e pubblicato il 26 novembre con n. 5803 sul "Moniteur belge". Il 10 dicembre dello stesso anno, la Société Anonyme Tramways & Eclairage Electriques inviò all'amministrazione comunale di Catania la copia des deux pouvoirs qui ont été passés hier par devant notaire, con preghiera di autenticare presso un notaio in Italia l'atto di cessione e di trasferimento de concession, terrain, batiments, voies, matériaux etc. della Società Felix Singer e Co. alla loro società.
L'anno successivo iniziava il servizio regolare della rete tranviaria cittadina a scartamento metrico con motrici tranviarie a due assi. In seguito le linee si estesero fino all'Acquicella, nel piazzale antistante il Cimitero Monumentale, passando per via Garibaldi e piazza Palestro, lungo la linea dei viali, Regina Margherita e XX Settembre. La linea tranviaria per il deposito officina, che si trovava all'interno della centrale elettrica di via Gasometro, in seguito fu prolungata al Faro Biscari per i lidi Plaia (nel periodo balneare).
Il servizio tranviario continuò fin oltre la fine della seconda guerra mondiale ma nel 1948 sotto l'amministrazione del sindaco Mario Perni con delibera del consiglio comunale di Catania, n.166 del 29 ottobre del 1948, veniva disposto ...di far funzionare al più presto possibile i filobus. Veniva allo scopo costituita la Società Catanese Trasporti con l'obbligo per quest'ultima di assumersi l'onere della trasformazione in rete filoviaria. Il servizio filoviario ebbe inizio il 7 aprile del 1949 con progressiva sostituzione dei tram. Il giorno precedente, di pomeriggio, il Vicario Generale della Diocesi catanese, Monsignor Giuseppe Carciotto, in presenza delle Autorità aveva benedetto i nuovi filobus allineati in piazza Duomo, attorno alla Fontana dell'Elefante. Le norme regolamentari della concessione delle filovie urbane vennero approvate dalla giunta comunale il 1º luglio del 1950 con delibera n. 1983.
Il servizio tranviario si protrasse saltuariamente fino al 1951, anno in cui venne definitivamente soppresso e sostituito da filobus.

## Rete servita
| Linea       | Tratta                                                  | Attivazione | Chiusura | Annotazioni                                                        |
| ----------- | ------------------------------------------------------- | ----------- | -------- | ------------------------------------------------------------------ |
| linea 1     | piazza Duomo - Barriera del Bosco (Tondo Gioeni)        | 1905        | 1949     |                                                                    |
| linea 2     | piazza Duomo - Piazza Bonadies                          | 1906        | 1951     | Domenicale per Stadio Cibali                                       |
| linea 3     | piazza Duomo - Ognina                                   | 1905        | 1951     |                                                                    |
| linea 4     | Acquicella - Picanello                                  | 1906 (?)    | 1951     | Capolinea al piazzale antistante il Cimitero Monumentale           |
| linea 5     | piazza Duomo - Stazione centrale                        | 1905        | 1951     |                                                                    |
| linea 6     | piazza Duomo - Centrale elettrica/Deposito (Lidi Plaia) | 1905        | 1950     | Prolungata in seguito fino al Faro Biscari per solo periodo estivo |
| extraurbana | Catania-Acireale                                        | 1915        | 1934     |                                                                    |